# Belmonte de Gracián
Belmont de Gracián (en castellà: Belmonte de Gracián) és un municipi de la província de Saragossa situat a la comarca de la Comunitat de Calataiud.
És la localitat natal de l'escriptor Baltasar Gracián.